# Lilla Hällungen
Lilla Hällungen är en sjö i Stenungsunds kommun i Bohuslän och ingår i Göta älv-Bäveåns kustområde. Sjön har en area på 0,148 kvadratkilometer och ligger 36 meter över havet. Sjön avvattnas av vattendraget Bratteforsån.

## Delavrinningsområde
Lilla Hällungen ingår i det delavrinningsområde (645530-127216) som SMHI kallar för Ovan 645923-127148. Medelhöjden är 86 meter över havet och ytan är 15,16 kvadratkilometer. Räknas de 3 avrinningsområdena uppströms in blir den ackumulerade arean 61,93 kvadratkilometer. Avrinningsområdets utflöde Bratteforsån mynnar i havet. Avrinningsområdet består mestadels av skog (70 procent) och jordbruk (15 procent). Avrinningsområdet har 0,15 kvadratkilometer vattenytor vilket ger det en sjöprocent på 1 procent. Bebyggelsen i området täcker en yta av 0,4 kvadratkilometer eller 3 procent av avrinningsområdet.